# Der Pleier
Der Pleier é o pseudônimo literário de um poeta germânico da Idade Média, com atividade entre os anos 1240-1270, cujo nome verdadeiro é desconhecido. É autor de três longos romances, todos com temática arturiana, dos quais o mais famoso deles é Garel von dem blühenden Tal (Garel do Vale Florido), embora bem pouco se saiba sobre seu autor. Foi importante figura do renascimento da literatura arturiana na Alemanha na metade do século XIII, após décadas de desinteresse nesta temática.

## Nome e biografia
O significado do pseudônimo Der Pleier é ignorado, entretanto pode significar "O Soprador, como num "soprador de vidro", que trabalha na confecção de artefatos feitos desse material, significando algo como alguém que destrói o material antigo para produzir algo novo.
Evidências textuais contidas em seu trabalho insinuam que pode ter origem austríaca, talvez dos arredores de Salzburgo. Possuía um grande conhecimento da literatura arturiana alemã, e a maioria de seus trabalhos possui enredos, cenários e, especialmente, personagens de romances mais antigos.

## Obras
Der Pleier é mais conhecido por seu maior trabalho, Garel, que consiste em 21.310 versos em pequenas rimas duplas. O poema foi escrito como uma reação ao trabalho precedente - Daniel von dem blühenden Tal, de Der Stricker, cujo caráter brutal do ideal guerreiro exposto ali é refutado por Der Pleier, que o contrapõe com um novo herói, virtuoso e cavalheiresco - mais conforme o gosto de seus contemporâneos.
Tandareis und Flordibel, que consiste de 18.339 versos curtos em pares de rimas, contando a história amorosa do jovem Tandareis e a estrangeira princesa Flordibel, desejada pelo próprio rei Arthur. Quando Arthur descobre o amor ilícito de ambos, ataca-o, até que Sir Gawain estabelece uma trégua entre ambos, enviando Tandareis em missão que deve provar ser um verdadeiro cavaleiro real.
Meleranz, composto por 12.834 versos em pequenas rimas duplas, contando as aventuras de um escudeiro que tenta encontrar os meios de realizar o amor de sua senhora, Tydomie of Kameric.
Der Pleier adaptou velhos poemas em muitos dos seus trabalhos, mas não há nenhuma evidência que confirme suas referências a fontes francesas diretas. Seus romances baseiam-se, entretanto, em autores arturianos da própria Germânia, como Wolfram von Eschenbach, Gottfried von Strassburg e Hartmann von Aue, como também de outros menos conhecidos como Der Stricker e Wirnt von Grafenburg. Muitos de seus personagens aparecem em trabalhos mais antigos, especialmente as genealogias contidas nos trabalhos de Wolfram von Eschenbach - Parzival e Titurel, que ele grandemente expande e adapta.. Suas estórias atraíram os familiarizados com os antigos trabalhos, e reavivou o interesse pela lenda arturiana na literatura germânica de seu tempo. Sua popularidade é atestada pelos murais do castelo Roncolo, feitos por volta de 1400, que descrevem cenas do seu Garel.